# Johan Garmann
Johan Garmann (* 1610 in Haderslev; † 1673; begraben 2. April. auf dem Gutshof Hovin in Aker) war ein norwegischer Beamter und Kaufmann. Er gehörte zu einem Netzwerk südjütländischer Einwanderer unter dem Schutz des dänischen Statthalters in Akershus.

## Familie
Seine Eltern waren der Stadtrat in Haderslev und spätere Kaufmann in Bragernes (heute Drammen) Johan Garmann der Ältere (um 1580–1651) und dessen Frau Boel Reiminck. in Erster Ehe war er um 1640 mit Maren Dop († 1654), Tochter des Kanonikers und Organisten in Roskilde Willum Dop und dessen Frau Boel Andersdatter, verheiratet. In zweiter Ehe heiratete er im Januar 1661 in Kopenhagen Margrethe Jespersdatter († frühestens 1691), Witwe des Kaufmanns in Kopenhagen Henrik Rosenmeyer des Jüngeren.

## Beamtenlaufbahn
Seine Eltern waren 1628 nach Christiania gekommen und nahm Verbindung zum Statthalter Jens Juel auf, der ihm große Handelsverträge mit dem König und dem Silberbergwerk in Kongsberg verschaffte. Sein Sohn Johan trat in die öffentliche Finanzverwaltung ein und machte unter den Nachfolgern Juels, Christoffer Urne und Hannibal Sehested Karriere. Er wurde vor 1638 Schlossschreiber in Akershus bei Oslo, 1640 Zollbeamter in Christiania, Stiftsschreiber im Bistum Akershus (= Oslo) und 1647 Steuerverwalter bei dem neu errichteten Generalkommissariat. Nach dem Fall Sehesteds 1651 wurde 1652 das Kommissariat abgeschafft, aber Garmann setzte seine Tätigkeit als Steuerverwalter fort. Nachdem das Landkommissariat 1661 neu eingerichtet worden war, wurde er 1663 erneut zum Steuerverwalter bestellt. Dieses Landkommissariat war ursprünglich als zentrale Verwaltungsstelle der Staatseinnahmen in Norwegen errichtet worden, wie dies das Generalkommissariat gewesen war. Aber sein Wirkungsbereich beschränkte sich tatsächlich nur auf Østlandet. In dieser Behörde war Garmann Landkommissar.
In den 1660er Jahren hielt sich Garmann längere Zeit in Kopenhagen auf, wo er seine zweite Frau kennenlernte.

## Privatwirtschaft
Seine Positionen waren sehr lukrativ. 1647 hatte er den Königszehnten von der Pfarrpfründe in Toten, einer Landschaft in Oppland, erhalten. Dazu kam ein Großteil des Kirchenzehnten des Bistums Akershus. Als Steuerverwalter bekam er ab 1649 800 Rigsdaler jährlich, als Landkommissar ab 1661 sogar 1.000 Rigsdaler. 1652 verpachtete er das Gut Fossesholm mit dem dazugehörigen Sägewerk in Eiker. Nebenher betätigte er sich im Holzhandel, indem er Stämme von den Bauern kaufte, sie in seinem Sägewerk zuschnitt, und die Bohlen dann mit hohem Gewinn exportierte. Er wurde so reich, dass er während des Torstenssonkrieges 1643–1645 dem König Geld lieh und dafür wertvolle Ländereien als Pfand bekam. Durch seine Beziehungen gelang es ihm, durch Grundstückstausch mit Krongütern wesentlich wertvollere forstwirtschaftliche Grundstücke zu erhalten, als er im Tausch hergab. 1664 besaß er so elf Sägewerke und hatte große forstwirtschaftlich nutzbare Waldflächen in Aker und Romerike. Als er 1668 das Gut Stalsberg in Skedsmo an den Statthalter Ulrik Fredrik Gyldenløve verkaufte, verschwieg er, dass der dortige Bauer Miteigentümer des dazugehörenden Sägewerks war. Garmann und Gyledenløve sorgten dafür, dass der König mit seiner absolutistischen Macht den Kaufvertrag für wirksam erklärte. In den folgenden Jahren ruinierte sich der Bauer mit den vergeblichen Prozessen um die Rückgabe seines Eigentumsanteils. Durch weiteren Gütertausch gelang es ihm, fast den gesamten Wald zu bekommen, deren Holzstämme zum Maridalsvannet geflößt werden konnten und baute zur Erleichterung der Flößerei die ersten Regulierungsdämme in der Umgebung.

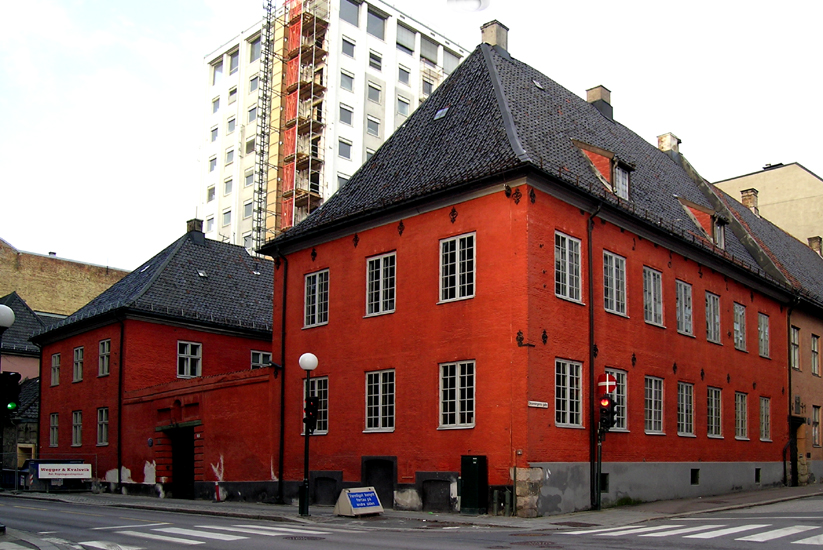
Rådhusgata 7, genannt Garmannsgaarden. Heute Sitz verschiedener Schriftstellerverbände.

## Repräsentation in Christiania
In Christiania baute Garmann 1647 das bis dahin eleganteste Haus, die heutige Rådhusgata 7. Das war ein weit ansehnlicheres Gebäude als das Rathaus, das ein Jahr zuvor gebaut worden war. Gegen Ende des 17. Jahrhunderts war das Haus zeitweilig der Sitz des Vizestatthalters Just Høeg, und 1733 schenkte es Christian VI. der Stadt als neues Rathaus. 1646 sicherte sich Garmann außerdem eine der größten Freiflächen der Stadt in der Größe von 35 Dekar. 1646 erwarb er den Gutshof Hovin in Aker durch einen Grundstückstausch. Dort lebte er bis zu seinem Tode im Frühjahr 1673. Im Jahr darauf heiratete seine Witwe den Oberhofgerichtsjustitiarius Christian Madssøn Lund, der einen Großteil des Vermögens durchbrachte. Was von Garmanns Waldkomplex übrig war, wurde nach dem Tode Lunds 1691 an Gjord Andersen verkauft und wechselte bis weit hinein ins 18. Jahrhundert mehrfach den Besitzer.

## Erläuterungen
1. ↑  
Der Stiftsschreiber führte die Aufsicht über das kirchliche Vermögen. Das Amt wurde 1720 abgeschafft.
2. ↑  
Das „Generalkommissariat“ war eine im 17. Jahrhundert durch die Kriege mit Schweden erforderlich gewordene Finanzbehörde, die sich unter dem Statthalter Hannibal Sehested zu einer umfassenden Zentralbehörde für Finanzen und auch Militär entwickelte. Der Generalkommissar war zuständig für die Finanzierung der Streitkräfte und den Nachschub in Norwegen. Ab 1647 waren alle staatlichen Abgaben an das Landkommissariat zu errichten, so dass dieses auch für die zivile Finanzverwaltung zuständig wurde. Das Generalkommissariat war dem Statthalter direkt unterstellt. 1650 wurde es zeitweise der dänischen Rentkammer unterstellt. Nach dem Fall Sehesteds wurde die Behörde abgeschafft.
3. ↑  
Das Landkommissariat war eine Nachfolgebehörde, die aus Anlass der beiden Kriege mit Schweden 1657–1660 neu gegründet wurde. Sie war nun geteilt in „nordafjelske Norge“ und „sønnafjelske Norge“. Sie wurden nach Kriegsende 1660 wieder aufgelöst. 1661 wurde ein neues Landkommissariat gegründet, das für das ganze Land zuständig sein sollte, aber nur für das Bistum Akershus und in Østlandet in Funktion war und 1665 wieder abgeschafft und durch Finanzbehörden in jedem Bistum ersetzt wurde.
4. ↑  
Der „Oberhofgerichtsjustitiarius“ war der Präsident des Oberhofgerichts.